# معاقرة الكحول
معاقرة الكحول هو اضطراب نفسي، وذلك حسب الدليل التشخيصي والإحصائي للاضطرابات النفسية الرابع (DSM-IV)، بحيث يحدث هناك استهلاك متكرر للكحول بكميات كبيرة دون التحكم بالنفس رغم العواقب السلبية لذلك. يشار أحياناً إلى ذلك الاضطراب بالتعميم باسم الكحولية.
يمكن التمييز بين نوعين من مدمني الكحول، الأول ممن لديهم ميل للانعزال الاجتماعي والبحث عن اللذة الشخصية، والثاني ممن يكون لديهم قلق مستمر، بحيث يمكن أن ييعيشوا دون شرب الكحول لفترات طويلة، ولكنهم غير قادرين على تحمل أنفسهم عندما يشرعون بالشرب. مع ضرورة الإشارة إلى أن الفرق بين مدمن الكحول وبين معاقر الكحول، أن معاقر الكحول، أعلى درجة من مدمن المحول من حيث شدة التأثيرات السلبية، حيث أن المعاقر يكون قد واجه تبعات سلبية جراء الشرب، ومع ذلك فإنه يستمر بالمعاقرة، في حين أن المدمن يمكن له التوقف لفترة ثم يعود.

## اقرأ أيضاً
- كحولية